# سورن مورادیان
سورن استپانی مورادیان (ارمنی: Սուրեն Ստեփանի Մուրադյան؛ زادهٔ ۲۶ نوامبر ۱۹۳۰ - درگذشته ۲۶ دسامبر ۲۰۲۰) طنزپرداز، نویسنده ادبیات کودک، مترجم، شاعر، نمایشنامه‌نویس و روزنامه‌نگار اهل ارمنستان بود.

## زندگی‌نامه
وی در ۲۶ نوامبر ۱۹۳۰ در آکنر به دنیا آمد و از دانشگاه دولتی علوم پرورشی خاچاطور آبوویان ارمنستان فارغ‌التحصیل گشت. وی عضو اتحادیه نویسندگان ارمنستان بود. وی برنده جوایزی همچون مدال موسس خورناتسی (۲۰۰۷)، مدال طلای وزارت فرهنگ جمهوری ارمنستان (۲۰۱۰)، مدال طلای یادبود فریتیوف نانسن (۲۰۱۰)، جشنواره تکیان (۲۰۱۰)، مدال یادبود نخست‌وزیر ارمنستان (۲۰۱۵)، یغیشه چارنتس اتحادیه نویسندگان، مدال طلای خاچاطور آبوویان (۲۰۰۵)، مدال طلای وزارت آموزش و پرورش جمهوری ارمنستان (۲۰۱۵)، است. وی در ۲۶ دسامبر ۲۰۲۰ در سن ۹۰ سالگی در ایروان درگذشت.